# Søs Egelind
Søs Egelind (født Hanne Egelind 13. november 1958 i Silkeborg) er en dansk skuespillerinde, instruktør og komiker.

## Baggrund og private forhold
Hun blev døbt i Alderslyst Kirke i bydelen Alderslyst i Silkeborg. Hun blev uddannet skuespiller ved Aarhus Teaters Elevskole (1979-82).
Hun er skilt fra filmfotografen Bjørn Blixt, og de har sammen døtrene Molly Maria Blixt Egelind og Carla Sofia Blixt Egelind. Sammen har de drevet økologisk landbrug i Nordsjælland siden 2002.

## Karriere
Som komiker er hun især kendt for sit makkerskab med Kirsten Lehfeldt i Søs & Kirsten.
Søs er stemmen bag dukken Harry i DSB's reklamefilm, hvor Søren Pilmark spiller Bahnsen.
I 2011 deltog i hun i DRs dirigentkonkurrence Maestro, som hun vandt. Året efter deltog hun i madlavningskonkurrencen Masterchef, som hun også vandt.

## Udvalgt filmografi

### Spillefilm
| År   | Titel                            | Rolle                     | Noter                |
| ---- | -------------------------------- | ------------------------- | -------------------- |
| 1985 | Walter og Carlo - op på fars hat | check-in-dame             |                      |
| 1986 | Kedsomhedens gåde                |                           |                      |
| 1989 | Walter og Carlo i Amerika        | fræk pige                 |                      |
| 1992 | Karlsvognen                      | Irma                      |                      |
| 1992 | Snøvsen                          | fru Blomme, Pernilles mor |                      |
| 1993 | Den fantastiske hjemrejse        |                           |                      |
| 1993 | Jungledyret Hugo                 |                           | stemme til tegnefilm |
| 1994 | Snøvsen Ta'r Springet            | fru Blomme                |                      |
| 1997 | Skat - det er din tur            | Eva Nymann                |                      |
| 1998 | Mimi og madammerne               | Majse                     |                      |
| 1999 | Den eneste ene                   | Lizzie, Nillers ægtefælle |                      |
| 2008 | Far til fire - på hjemmebane     | kursusleder               |                      |
| 2005 | Nordkraft                        | Stesos mor                |                      |
| 2012 | Lærkevej - Til døden os skiller  | Elisabeth                 |                      |
| 2015 | En chance til                    | Caroline                  |                      |

### Serier
| År   | Titel                      | Rolle                                | Noter                                               |
| ---- | -------------------------- | ------------------------------------ | --------------------------------------------------- |
| 1990 | Jul i den gamle trædemølle | sygeplejersken Berit og andre roller | Peter Schrøder medvirker også i denne julekalender. |
| 1994 | Flemming og Berit          | sygeplejersken Berit og andre roller | Peter Schrøder medvirker også.                      |
|      | Søs & Kirsten              | diverse roller                       | Kirsten Lehfeldt medvirker også i denne satire.     |
|      | Kongeriget                 | diverse roller                       | Kirsten Lehfeldt medvirker også i denne satire.     |
| 2003 | Nissernes Ø                | Jinx                                 | julekalender                                        |
| 2008 | Mikkel og guldkortet       | psykolog                             | julekalender                                        |
| 2009 | Lærkevej                   | Elisabeth Sachs                      |                                                     |
| 2009 | Lulu & Leon                | foged Vivi Lund                      | afsnit 2                                            |
| 2011 | Hjælp, det er jul          |                                      | julekalender                                        |
| 2015 | Ditte & Louise             | sig selv                             | afsnittet S1E2                                      |
| 2018 | Selfistan                  | diverse roller                       | Kirsten Lehfeldt medvirker også i denne satire.     |
| 2020 | Rita                       | Gerd                                 |                                                     |
| 2021 | Kometernes jul             | Bolette-Henriette                    | Julekalender                                        |

Reklame
- Søs er stemmen bag dukken Harry i DSB's reklamefilm, hvor Søren Pilmark spiller Bahnsen